# ماري ستيوارت (مسرحية)

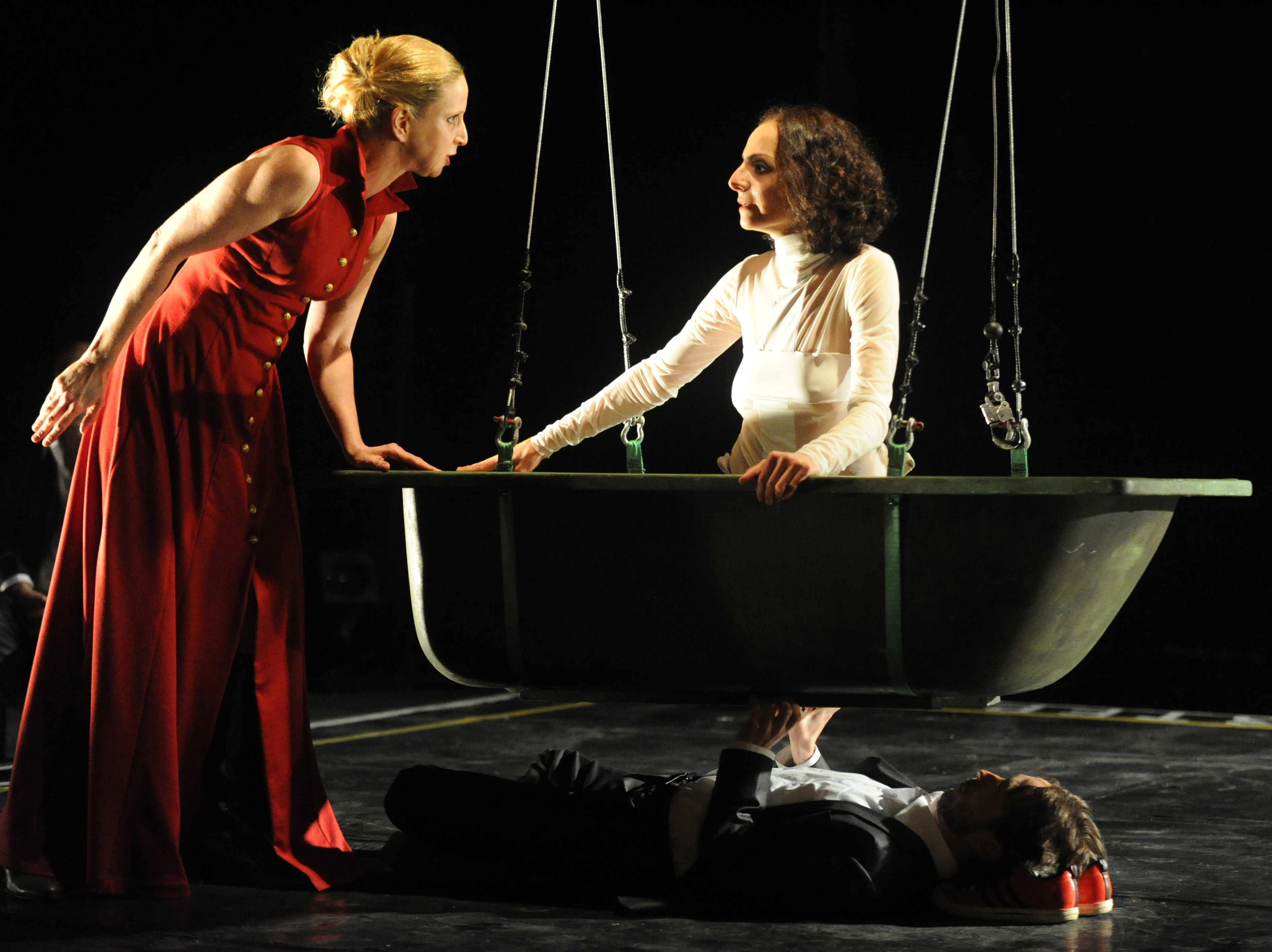

ماري ستيوارت (بالألمانية: Maria Stuart) مسرحية كتبها فريدرش شيلر، كتبها على أساس حياة ماري الأولى من اسكتلندا. 
تتكون المسرحية من خمسة فصول وكل فصل مقسم لعدة مشاهد. عُرضت المسرحية للمرة الأولى في ألمانيا بتاريخ 14 يونيو في 1800. كونت المسرحية أساس المقطوعة الأوبرالية لدونزيتي «ماريا ستواردا».

## ملخص المسرحية

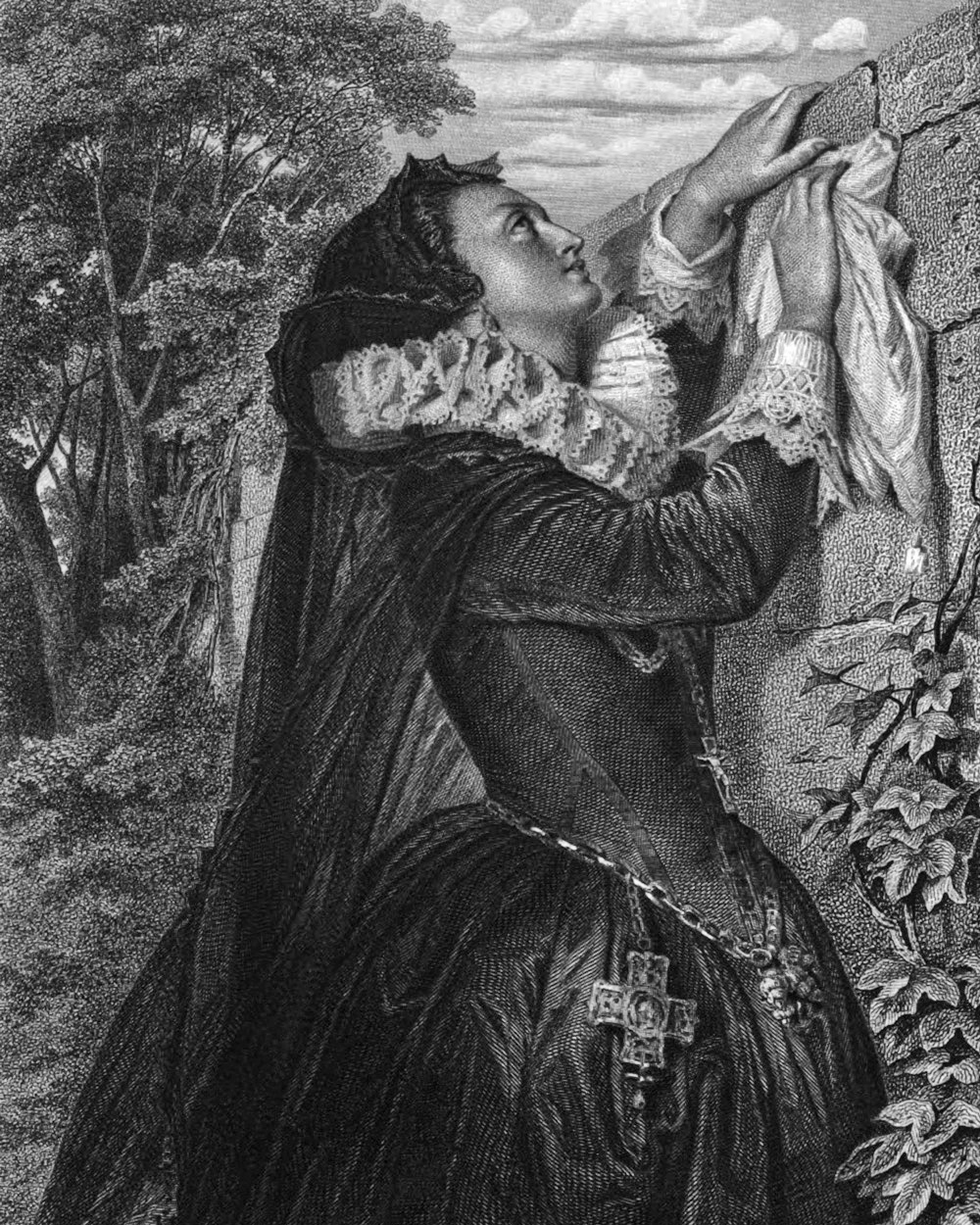
ماري ستيوارت (رسم آرثر فون رامبرغ 1859)

ماري ستيوارت سُجنت في إنجلترا بسبب قتلها لزوجها ولكن السبب الحقيقي هو إدعائها أن عرش إنجلترا هو لها بسبب ورثها له. وبينما ابنة عمها الملكة اليزابيث الأولى مترددة لتوقيع حكم إعدامها، تأمل ماري في أن تُنقذ.
بعد ما تكتشف ماري أن ابن اختها المسؤول عنها واقف بجنبها ويدعمها، تؤمن على حياتها لمورتايمر (و هو شخصية ابتدعها سشيللر) الذي يفترض أن يعطي الايرل المسؤول رسالة من ماري تطلب منه فيها المساعدة. وهذا وضع حرج حيث أن الايرل داعم كبير للملكة اليزابيث.
بعد طلبات عديدة، تعطى ماري الفرصة لمقابلة الملكة اليزابيث (بالواقع هذا الشيء لم يحدث). ينتهي هذا اللقاء بجدال قاسي بسبب عدم موافقة ماري لإطاعة رغبات الملكة اليزابيث. ويبدو أن ليس هناك أي أمل في إنقاذ ماري ستيوارت.
و الذي يعقد الأمور أكثر، محاولة مورتايمر في إخراج ماري من السجن بالقوة وبعد أن يفشل، ينتحر مورتايمر.
بعد ذلك يسمح الملكة اليزابيث لنفسها بأن تُقنع بأن توقع حكم إعدام ماري. وتصر الملكة أن السبب الوحيد لتوقيعها على المرسوم هو الضغط الممارس عليها من قبل أناسها.
تسلم الورقة الموقعة لموظف لديها «دايفد» بدون أي أوامر محددة حول ماذا يفعل في الوثيقة. وبذلك تترك المسؤولية كلها على دايفد الذي بالمقابل يسلمها للايرل. وماري تعدم نتيجة لذلك.

## وصلات خارجية
http://www.theatredatabase.com/18th_century/mary_stuart.html
http://www.tqnyc.org/2005/NYC051339//marystuartindex.htm